# Megachile tasmanica
Megachile tasmanica là một loài Hymenoptera trong họ Megachilidae. Loài này được Cockerell mô tả khoa học năm 1916.